# Borbecker Nachrichten
Die Wochenzeitung Borbecker Nachrichten aus dem Essener Stadtteil Borbeck ist im Frühjahr 1949 erstmals erschienen und gehörte zuletzt zur Funke Mediengruppe. Bei der Zeitung handelte es sich um eines der seltenen Beispiele einer lokalen Wochenzeitung, die nicht als kostenloses Anzeigenblatt verteilt, sondern verkauft wurde. Nach 69 Jahren wurden die Borbecker Nachrichten am 31. August 2018 eingestellt. Die verkaufte Auflage lag zuletzt bei 2454 Exemplaren, ein Minus von 83,9 Prozent gegenüber 1998.

## Geschichte
Die Borbecker Nachrichten (kurz: BN) wurden 1949 gegründet. Ihr Verleger Wilhelm Wimmer hatte in den 1920er Jahren beim Borbecker Lokal-Anzeiger als Redakteur gearbeitet. Die Borbecker Nachrichten erschienen zunächst als "Mitteilungsblatt für den Borbecker Bürger- und Verkehrsverein". Auf diese Weise brauchte es keine Lizenz der britischen Genehmigungsbehörde. Nach dem frühen Tod des Herausgebers führten seine Söhne Walter und Franz-Josef 1953 die Wochenzeitung weiter, nach englischem Vorbild als lokale Wochenzeitung. 1959 kauften die beiden zudem die im Essener Stadtteil Werden erscheinenden Werdener Nachrichten.
Trotz der lokalen Konkurrenz der Westdeutschen Allgemeinen Zeitung (WAZ) entwickelten sich die BN zur zeitweise auflagenstärksten lokalen Wochenzeitung in Deutschland. Noch Anfang 1998 erreichte das Blatt eine verkaufte Auflage von 15.210 Exemplaren. Über alle Parteigrenzen hinweg wurde Walter Wimmer die Borbecker Persönlichkeit, die im kommunalen Konfliktfall um Rat gefragt wurde. In seiner Zeit als Redakteur und Herausgeber setzte sich Walter Wimmer immer engagiert für die Belange des Essener Stadtteils ein und scheute sich nie, Missstände beim Namen zu nennen. Anpassung an Behörden war ihm fremd. Stets hat er die Belange der sozial schwächeren Menschen verfolgt.
Der publizistische Erfolg weckte das Interesse der WAZ-Mediengruppe. Nachdem der Verlag bereits 1986 Franz-Josef Wimmers Anteile der Borbecker Nachrichten erworben hatte, verschärfte er Ende der 1990er Jahre den Wettbewerb durch Gründung von Lokalausgaben der Westdeutschen Allgemeinen Zeitung und eines Anzeigenblattes, um die beiden Blätter Borbecker Nachrichten und Werdener Nachrichten komplett übernehmen zu können. Im Jahr 2000 gab Walter Wimmer nach und verkaufte beide Zeitungen an die WAZ. Dies geschah zwar angeblich aus Altersgründen, Wimmer war jedoch zuvor von der WAZ durch deren aggressive Expansionspolitik mürbe gemacht worden: Er bezeichnete das Verhalten der Aufkäufer in der Wochenzeitung Die Zeit als nackte Gewalt.
Am 31. August 2018 erschien die letzte Ausgabe der Borbecker Nachrichten.

## Auflage
Die Borbecker Nachrichten gehörten zu den deutschen Zeitungen mit den größten Auflagenverlusten der vergangenen Jahre. Die verkaufte Auflage sank von 15210 Exemplaren im ersten Quartal 1998 auf 2454 Exemplare im zweiten Quartal 2018, ein Minus von 83,9 Prozent.
| 1998  | 1999  | 2000  | 2001  | 2002  | 2003 | 2004 | 2005 | 2006 | 2007 | 2008 | 2009 | 2010 | 2011 | 2012 | 2013 | 2014 | 2015 | 2016 | 2017 | 2018 | 2019 | 2020 | 2021 | 2022 | 2023 | 2024 |
| ----- | ----- | ----- | ----- | ----- | ---- | ---- | ---- | ---- | ---- | ---- | ---- | ---- | ---- | ---- | ---- | ---- | ---- | ---- | ---- | ---- | ---- | ---- | ---- | ---- | ---- | ---- |
| 14685 | 13287 | 12360 | 10398 | 10110 | 9294 | 8402 | 7652 | 6920 | 6736 | 6058 | 5668 | 5239 | 4761 | 4377 | 4077 | 3735 | 3325 | 3014 | 2590 |      |      |      |      |      |      |      |